# Seignanx

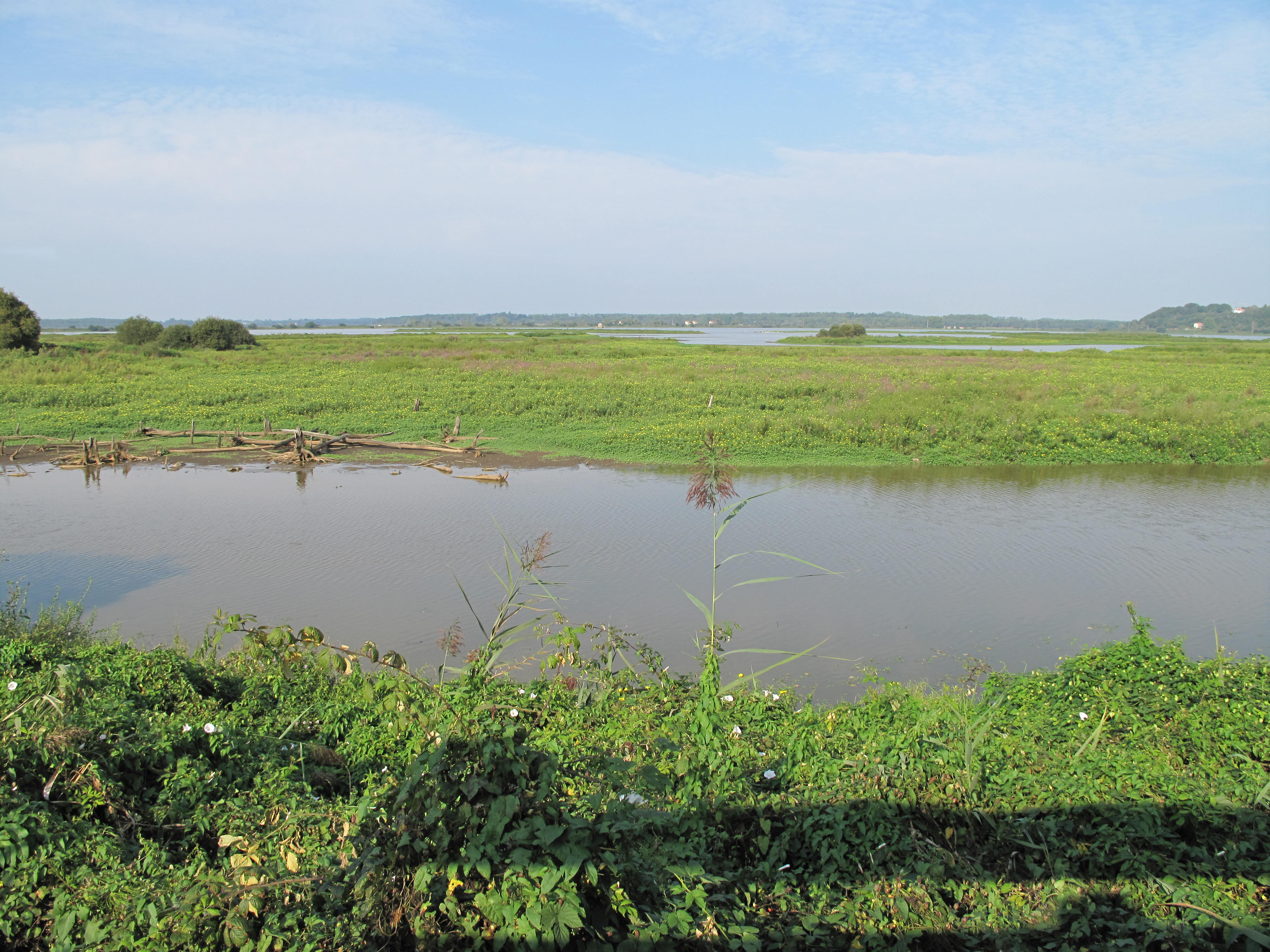
Veduta della palude di Orx, parzialmente situata nel Seignanx storico.

Il Seignanx è un'antica baronia del sudovest della Francia. Questa denominazione designa oggi uno dei paesi dell'Adour delle Lande, nel dipartimento delle Landes, che comprende il territorio dei comuni di Tarnos, Ondres, Saint-Martin-de-Seignanx, Saint-André-de-Seignanx, Saint-Laurent-de-Gosse, Saint-Barthélemy, Biaudos e Biarrotte.

## Toponimia
Sembrerebbe che la radice seign significhi "palude" in  guascone (sanha in occitano), radicale al quale è stato aggiunto il suffisso anx. È necessario precisare che il Paese di Seignanx pare essere stato fuori delle acque dopo lungo tempo; esso fronteggiava l'antico delta paludoso dell'Adour e il marais d'Orx (palude di Orx), prosciugato parzialmente nel 1864. Ernest Nègre espone alcune varianti della grafia di « Seignanx »: Seyngans nel 1242 o Seignians nel 1253. Soprattutto egli avanza l'ipotesi che l'origine di « Seignanx » sia un nome proprio in latino, Sinnianus o Sinnius, facente riferimento a Sinnius Capiton, grammatico romano del II secolo a.C.
Da parte sua Jean-Pierre Bost suggerisce l'ipotesi di un legame con la tribù dei Cocosati, chiamati dai Romani sexsignani, termine che sarebbe evoluto in signani.

## Geografia
Il Seignanx si trova a sud della costa delle Landes, proprio a nord del Paese Basco. È al centro delle colline che sormontano le antiche paludi di Orx, prosciugate nel 1864. Esso confina con:
- le Maremne a nord ;
- il pays de Gosse e i barthe dell'Adour a sud / sud-est ;
- i Paesi baschi (Labourd) a sud ;
- l'oceano Atlantico a ovest.

## Storia

### Medioevo
Pare che la famiglia di Saint-Martin avesse ottenuto le decime della parrocchia del Paese di Seignanx nel 745 su decisione di papa Gregorio III; ciò costituisce d'altra parte un'ipotesi sull'origine del toponimo secondo Léon Lafourcade. Nei secoli XII e XIII la famiglia Saint-Martin avrebbe perduto i propri possedimenti in occasione dell'occupazione inglese, in punizione per la loro lealtà al re di Francia; in ogni caso la famiglia riebbe il possesso di questo territorio, una volta cessata l'occupazione inglese. Durante questo periodo pare che il territorio fosse stato sotto la tutela del casato degli Albret. Bisogna risalire al 1605 per trovare traccia di un discendente della famiglia Saint-Martin che occupò realmente il Castello di Saint-Martin-de-Seignanx: si trattava di Bertrand de Saint-Martin, signore del Paese di Seignanx, ma anche visconte di Biscarrosse e barone di Capbreton.

### Oggi
La comunità dei comuni del Seignanx raggruppa oggi otto comuni delle Landes: Biarrotte, Biaudos, Ondres, Saint-André-de-Seignanx, Saint-Barthélemy, Saint-Laurent-de-Gosse, Saint-Martin-de-Seignanx e Tarnos.